# Linyphia ludibunda
Linyphia ludibunda là một loài nhện trong họ Linyphiidae.
Loài này thuộc chi Linyphia. Linyphia ludibunda được Eugen von Keyserling miêu tả năm 1886.